# Elizabeth Cavendish

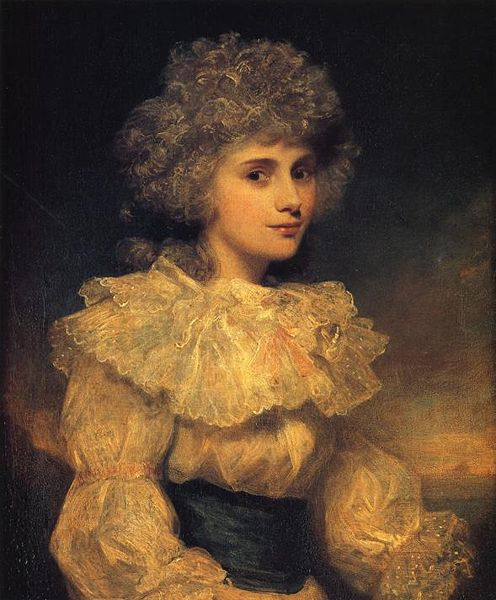
Elizabeth Cavendish, portret pędzla Joshui Reynoldsa z 1787 r.

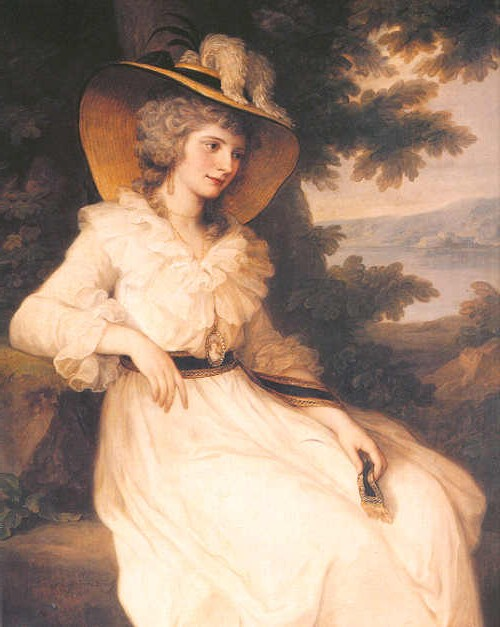
Portret pędzla Joshui Reynoldsa z 1789 r.

Elizabeth "Bess" Christiana Cavendish, księżna Devonshire (ur. 13 maja 1759 w Horringer w Suffolk, zm. 30 marca 1824), angielska arystokratka, córka Fredericka Herveya, 4. hrabiego Bristol, i Elizabeth Davers, córki sir Jermyna Danversa, 4. baroneta.
W 1776 r. poślubiła Johna Thomas Fostera i miała z nim dwóch synów i córkę:
- Fryderyka (1777–1853)
- Elżbietę (17 listopada - 25 listopada 1778)
- Augusta (1780–1848)

Małżonkowie mieszkali z jej rodzicami w Ickworth House. Małżeństwo to nie było udane i para już po 5 latach znalazła się w separacji. Foster przejął opiekę nad synami (córka zmarła 8 dni po swoich narodzinach) i przez 14 lat nie dopuszczał ich do kontaktu z matką. W maju 1782 r. Elizabeth poznała w Bath księcia i księżną Devonshire. Bess szybko stała się bliską przyjaciółką księżnej Georgiany, a wkrótce została także kochanką jej męża. Ten trójkąt utrzymywał się aż do śmierci Georgiany w 1806 r. W tym czasie Bess urodziła księciu syna i córkę:
- Karolinę St. Jules
- Sir Augusta Williama Jamesa (1788–1877), 1. baroneta Clifford

Bess poślubiła Devonshire'a w 1809 r. Księżna próbowała również swoich sił w literaturze. Była przyjaciółką francuskiej pisarki Madame de Staël, z którą korespondowała od 1804 r.

## W kulturze popularnej
- postać Bess Foster pojawia się w filmie Księżna w reżyserii Saula Dibba. W jej postać wcieliła się Hayley Atwell